# Oxyopes gracilipes
Oxyopes gracilipes là một loài nhện trong họ Oxyopidae.
Loài này thuộc chi Oxyopes. Oxyopes gracilipes được miêu tả năm 1849 bởi White.